# San Juan Open 1980
Il San Juan Open 1980 è stato un torneo di tennis giocato sul cemento. È stata la 1ª edizione del torneo che fa parte del Volvo Grand Prix 1980. Si è giocato a San Juan in Porto Rico dal 28 gennaio al 3 febbraio 1980.

## Campioni

### Singolare maschile
Raúl Ramírez ha battuto in finale  Phil Dent con il punteggio di 6–3, 6–2

### Doppio maschile
Paul Kronk /  Paul McNamee hanno battuto in finale  Robert Trogolo /  Mark Turpin con il punteggio di 7–6 6–3